# Уейн Дайър
Уейн Дайър (на английски: Wayne Dyer) е американски мотивационен лектор, актьор и писател на бестселъри в жанра книги за самопомощ и детска литература.

## Биография и творчество
Уейн Дайър е роден на 10 май 1940 г. в Детройт, Мичиган, САЩ, в семейството на Мелвин Дайер и Хейзъл Волик. Има двама братя. Баща му напуска семейството и той прекарва голяма част от първите си десет години в сиропиталище в източната част на Детройт. Завършва гимназия „Денби“ в Детройт, след което в периода 1958 – 1962 г. служи във Военноморските сили на САЩ.
Завършва докторска степен по консултиране в университета Уейн с дисертация на тема „Обучение за групово консултиране в обучението на съветници“. След дипломирането си работи като съветник по професионално ориентиране в гимназията в Детройт, и като преподавател по по психология на консултирането в университета „Сейнт Джон“ в Ню Йорк. В Ню Йорк преследва академична кариера и публикува статии в списания. Създава и частна терапевтична практика.
Лекциите му в университета „Сейнт Джон“ са насочени към фокусиране върху позитивното мислене и мотивационните техники за говорене, и имат популярност сред студентите. По препоръка на литературния агент си агент излага своите теории в първата си книга – „Вашите слаби места“, която е публикувана през 1976 г.
Книгата става бестселър и той напуска университета и прави рекламна обиколка на САЩ с множество изяви в книжарниците и интервюта в медиите. Става много търсен от медиите и скоро стига до национални телевизионни изяви. Продължава да гради успешна кариера, като прави лекционни обиколки, записва серия от аудиокасети и публикува още десетки нови книги през следващите години.
Дайър често разказва анекдоти от семейния си живот и многократно използва собствения си жизнен опит като пример. Проповядва идеята, че трябва да разчиташ на себе си и да не си вменяваш вина.
Бил е женен 3 пъти. Има една дъщеря от първата си жена Джуди и няма деца от втората си съпруга Сюзън. Има пет деца от третата си съпруга Марселин, която има и две деца от предишен брак. Те се разделят през 2003 г.
Уейн Дайър е диагностициран с левкемия през 2009 г. и умира от инфаркт на 29 август 2015 г. в Мауи, Хавай.

## Произведения

### Самостоятелни романи
- Gifts from Eykis (1983)

### Книги за самопомощ / документални книги
- Your Erroneous Zones (1976) 
Вашите слаби места, изд.: „Наука и изкуство“, София (1989, 1993), прев. Лиляна Енева
Вашите слаби места, изд.: „Наука и изкуство“, София (1997), прев. Иван Паспаланов 
Вашите слаби места, изд.: ИК „Кибеа“, София (2011), прев. Нели Щерева
- Counseling Techniques That Work: Applications to Individual and Group Counseling (1977) – с Джон Вринд
Психологическо консултиране : ефективни техники, изд.: ИК „Кибеа“, София (2011), прев. Яна Божинова
- Pulling Your Own Strings (1978) – със Сюзан Дайър
Бъди господар на живота си, изд.: ИК „Кибеа“, София (1997), прев. Жанета Шинкова
- The Sky's the Limit (1980)
Небето е пределът, изд.: ИК „Кибеа“, София (2011), прев. Станислава Миланова
- Universe Within You: Your Secret Source of Strength (1981)
- What Do You Really Want For Your Children (1985)
- Happy Holidays (1986)
- You'll See It When You Believe It (1989)
Ще го видиш, когато повярваш в него : Пътят към вашата лична трансформация, изд.: ИК „Кибеа“, София (1996), прев. Людмила Андреева
- No More Holiday Blues (1990)
- Real Magic (1992)
Истинска магия : Или как да правим чудеса всеки ден, изд.: ИК „Кибеа“, София (1998), прев. Жанета Шинкова
- Your Sacred Self (1994)
Вашата свещена същност : Пътят към истинската свобода, изд.: ИК „Кибеа“, София (2009), прев. Станислава Миланова
- Awakening (1995)
- A Promise is a Promise (1996) – с Марселин Дайър
Обещанието : почти невероятна история за безусловната любов на една майка и какво можем да научим от нея, изд.: ИК „Кибеа“, София (2011), прев. Елица Виденова
- Manifest Your Destiny (1997) 
Проявете съдбата си : Девет духовни принципа, които ще ви помогнат да получите всичко, което желаете, изд.: ИК „Кибеа“, София (2008), прев. Ирина Манушева
- 101 Ways to Transform Your Life (1998)
- Wisdom of the Ages (1998)
Мъдростта на вековете : Духовни послания за всекидневна употреба, изд.: ИК „Кибеа“, София (2000), прев. Станислава Миланова
- There's a Spiritual Solution to Every Problem (2001)
Има духовно решение за всеки проблем, изд.: ИК „Кибеа“, София (2005), прев. Станислава Миланова
- 10 Secrets for Success and Inner Peace (2002)
10 тайни на успеха и вътрешния мир, изд.: ИК „Кибеа“, София (2008), прев. Станислава Миланова
- Getting in the Gap (2002)
- The Power of Intention (2004)
Силата на намерението : Как да сътвориш твоя свят такъв, какъвто искаш да бъде, изд.: ИК „Кибеа“, София (2005), прев. Станислава Миланова
- Staying on the Path (2004)
- Inspiration (2006) – издадена и като „Living an Inspired Life“
Вдъхновението : Вашето висше призвание, изд.: ИК „Кибеа“, София (2008), прев. Станислава Миланова
- Everyday Wisdom (2006)
Мъдрост за всеки ден, изд.: ИК „Кибеа“, София (2003), прев. Станислава Миланова
- Being in Balance (2006)
Живот в равновесие : 9 принципа за създаване на навици, които отговарят на желанията ви, изд.: ИК „Кибеа“, София (2007), прев. Станислава Миланова
- Change Your Thoughts – Change Your Life (2007)
Промени мислите си, промени живота си : Мъдростта на Дао в действие, изд.: ИК „Кибеа“, София (2009), прев. Станислава Миланова
- The Invisible Force (2007)
- Living the Wisdom of the Tao (2008)
- Excuses Begone! (2009)
Сбогом, извинения! : как да променим саморазрушителните мисловни навици, изд.: ИК „Кибеа“, София (2012), прев. Капка Герганова
- The Shift (2010)
Промяната : преходът от амбицията към смисъла, изд.: ИК „Кибеа“, София (2010), прев. Станислава Миланова
- A New Way of Thinking, a New Way of Being (2010)
- My Greatest Teacher (2012) – с Лин Лобър
Моят най-добър учител, изд.: ИК „Кибеа“, София (2014), прев. Ирина Манушева
- Wishes Fulfilled (2012)
Сбъднати желания : как да овладеете изкуството на проявяването, изд.: ИК „Кибеа“, София (2015), прев. Станислава Миланова
- Co-creating at Its Best (2013) – с Естер Хикс
Съ-творение от най-висок порядък, изд.: ИК „Бард“, София (2015), прев. Елика Рафи
- The Essential Wayne Dyer Collection (2013)
- Don't Die with Your Music Still in You (2014) – със Серина Дж. Дайер
- I Can See Clearly Now (2014)
Сега ми е ясно, изд.: ИК „Кибеа“, София (2017), прев. Станислава Миланова
- Memories of Heaven (2015) – с Дий Гарнс
Спомени от Рая : изумителните разкази на деца от времето, преди да се родят, изд.: ИК „Кибеа“, София (2017), прев. Станислава Миланова
- Happiness Is the Way (2019)

### Детска литература
- Incredible You! (2005 – with Kristina Tracy) – с Кристина Трейси
- Unstoppable Me! (2006 – with Kristina Tracy) – с Кристина Трейси
- It's Not What You've Got! (2007 – with Kristina Tracy) – с Кристина Трейси
- No Excuses! (2009 – with Kristina Tracy) – с Кристина Трейси
- I Am (2012 – with Kristina Tracy) – с Кристина Трейси
- Good-bye, Bumps! (2014 – with Saje Dyer) – със Сайдж Дайър

### Екранизации
- 2009 Ambition to Meaning
- 2010 Day & Night